# Mari Ozaki
Mari Ozaki (小崎まり, Ozaki Mari; Hirakata, 16 juli 1975) is een Japanse langeafstandsloopster, die gespecialiseerd is in de marathon.

## Loopbaan
Ozaki won in 2001 tijdens de Oost-Aziatische Spelen een bronzen medaille op de 5000 m in 15.47,02.
Haar beste tijd op de marathon van 2:23.30 liep ze in 2003, waarmee ze vijfde werd in de marathon van Osaka. Twee jaar later kwalificeerde Ozaki zich in deze wedstrijd voor de wereldkampioenschappen in Helsinki, met een tweede plaats in 2:23.59. Op de WK werd ze vijftiende op de marathon.
In 2007 veroverde Mari Ozaki wederom een tweede plaats op de marathon van Osaka in 2:24.39.

## Titels
- Japans kampioene 5000 m - 2003

## Persoonlijke records
Baan
| Onderdeel | Prestatie | Datum           | Plaats   |
| --------- | --------- | --------------- | -------- |
| 3000 m    | 8.59,4    | 3 december 2000 | Kioto    |
| 5000 m    | 15.12,76  | 8 juni 2003     | Yokohama |
| 10.000 m  | 31.34,15  | 24 april 2005   | Kobe     |

Weg
| Onderdeel      | Prestatie | Datum           | Plaats   |
| -------------- | --------- | --------------- | -------- |
| 10 km          | 32.43     | 3 februari 2008 | Marugame |
| 15 km          | 49.12     | 3 februari 2008 | Marugame |
| 20 km          | 1:06.15   | 3 februari 2008 | Marugame |
| halve marathon | 1:09.33   | 3 februari 2002 | Marugame |
| 25 km          | 1:23.41   | 26 januari 2003 | Osaka    |
| 30 km          | 1:40.34   | 26 januari 2003 | Osaka    |
| marathon       | 2:23.30   | 26 januari 2003 | Osaka    |

## Palmares

### 3000 m
- 2000:  Kyoto Meeting - 8.59,4
- 2004: 5e Hokuren Distance Series in Fukugawa - 9.20,41
- 2008:  Hokuren Distance Challenge in Abashiri - 9.10,04

### 5000 m
- 1998: 5e Mikio Oda International Meeting in Hiroshima - 15.46,06
- 1998: 5e Nambu Meeting in Sapporo - 15.42,47
- 1998:  Kobe Meeting - 15.33,98
- 1998:  Nationale Spelen in Yokohama - 15.25,99
- 1999:  Kumamoto - 15.56,51
- 1999:  Oda Meeting - 15.48,12
- 1999: 4e Nationale Spelen in Kumamoto - 15.29,36
- 2000: 4e Golden Games in Nobeoka - 15.30,52
- 2000:  Compaq Cup in Kopenhagen - 15.58,57
- 2000:  Papendal Games in Arnhem - 15.33,51
- 2000:  Japanse kamp. - 15.28,41
- 2000:  Japanese Nationale Spelen in Toyama - 15.29,76
- 2001:  Oost-Aziatische Spelen in Osaka - 15.47,02
- 2001:  Kobe - 15.36,22
- 2001: 5e Nationale Spelen in Rifu - 15.30,88
- 2002: 4e Japanese Nationale Spelen in Haruno - 15.42,41
- 2003:  Japanse kamp. - 15.12,76
- 2003:  Shibetsu Meeting - 15.32,00
- 2003:  Sapporo Meeting - 15.20,59
- 2003:  Japanse kamp. - 15.32,45
- 2004: 5e IAAF Grand Prix in Osaka - 15.30,30
- 2004:  Japanse kamp. - 15.14,98
- 2004:  Shibetsu Meeting - 15.21,63
- 2004:  Hokuren Distance #5 in Sapporo - 15.20,22
- 2004:  Nambu Meeting in Sapporo - 15.12,77
- 2004: 4e Japanese Nationale Spelen in Kumagaya - 15.36,47
- 2005: 5e National Sports Festival in Okayama - 15.39,26
- 2006: 5e Oda Memorial Meeting in Hiroshima - 15.26,42
- 2006:  Hokuren Distance Meeting in Sapporo - 15.53,39
- 2006:  Kobe Women's Distance Meet - 15.32,85
- 2007:  Hyogo Relays in Kobe - 15.57,56
- 2008:  Hokuren Distance Challenge in Sapporo - 16.00,30
- 2008:  Hokuren Distance Challenge in Kitami - 15.33,04
- 2010:  Kanaguri Memorial Distance Meet in Kumamoto - 15.53,85
- 2014:  Nighter Time Trial in Marugame - 15.54,91
- 2014:  Kyoto Sangyo University Long Distance Meet - 16.14,14

### 10.000 m
- 1999: 4e Hyogo Relays in Kobe - 31.58,05
- 2000: 4e Japanse kamp. in Sendai - 32.20,47
- 2001:  Japanse kamp. in Tokio - 31.50,56
- 2001: 19e WK in Edmonton - 32.39,17
- 2001:  Munakata - 32.49,2
- 2003: 4e Hyogo Relays in Kobe - 32.31,87
- 2003:  Fukagawa Meeting - 31.46,57
- 2004:  Kobe Meeting - 31.59,55
- 2005: 4e Hyogo Relays in Kobe - 31.34,15
- 2006:  Hyogo Relays in Kobe - 31.45,48
- 2006:  International Meeting in Fukagawa - 32.24,64
- 2008: 5e Hyogo Relays- GP in Kobe - 32.07,94
- 2009:  Hyogo Relays in Kobe - 32.20,92
- 2009: 4e Japanse kamp. in Hiroshima - 32.04,26
- 2009: 5e Aziatische kamp. in Guangzhou - 34.29,89
- 2010: 4e Niigata Big Athletics Festa - 32.15,63
- 2012:  Hokuren Distance Challenge in Fukugawa - 32.20,98

### 10 km
- 1997:  Kobe Women's - 33.25

### halve marathon
- 2002:  halve marathon van Marugame - 1:09.33
- 2002: 27e halve marathon van Brussel - 1:11.57
- 2008:  halve marathon van Marugame - 1:09.58
- 2008: 4e halve marathon van Kobe - 1:12.42
- 2010:  halve marathon van Seattle - 1:10.52
- 2010:  halve marathon van Kobe - 1:11.35
- 2012: 21e halve marathon van Yamaguchi - 1:13.28

### marathon
- 2003: 5e marathon van Osaka - 2:23.30
- 2005:  marathon van Osaka - 2:23.59
- 2005: 15e WK in Helsinki - 2:30.28
- 2007:  marathon van Osaka - 2:24.39
- 2007: 14e WK in Osaka - 2:35.04
- 2010:  marathon van Osaka - 2:26.27
- 2010: 7e marathon van Londen - 2:25.43
- 2013: 4e marathon van Osaka - 2:26.41
- 2014: 7e marathon van Osaka - 2:31.17
- 2015: 7e marathon van Osaka - 2:29.56
- 2010:  marathon van Osaka - 2:26.27
- 2010: 7e Londen Marathon - 2:25.43
- 2013: 4e marathon van Osaka - 2:26.41
- 2015: 7e marathon van Osaka - 2:29.56
- 2016: 6e marathon van Parijs - 2:32.44
- 2017: 21e marathon van Osaka - 2:35.52